# Nafessa Williams
Pour l’article homonyme, voir Williams.
Nafessa Williams, née le 4 décembre 1989 à Philadelphie (Pennsylvanie), est une actrice afro-américaine.
Elle se fait connaître, du grand public, par le rôle d'Anissa Pierce / Thunder dans la série télévisée fantastique Black Lightning, basée sur le personnage de DC Comics.

## Biographie

### Jeunesse et formation
Williams a été élevé dans l'ouest de Philadelphie. Elle a fréquenté l'école secondaire Robert E. Lamberton. Elle a étudié le droit pénal à l'Université de West Chester et a été admise dans l'unité homicide de The District Attorney's Office.

### Carrière

#### Débuts discrets
En 2011, elle décroche son premier rôle dans le film dramatique indépendant Streets qui l'oppose au rappeur Meek Mill. Dans le même temps, elle rejoint la distribution récurrente du soap opéra américain On ne vit qu'une fois, dans le rôle de Deanna pour une trentaine d'épisodes. Elle était initialement prévue pour apparaître dans trois épisodes avant d'être promue récurrente. Finalement, ce feuilleton télévisé étant en perte de vitesse, la production annonce l'arrêt prochain du programme, libérant ainsi Nafessa Williams de son contrat.  
L'année d'après, elle fait une courte apparition de deux épisodes d'un autre soap Amour, Gloire et Beauté,. Trois ans plus tard, en 2015, elle est à l'affiche d'une production de Queen Latifah, le drame Brotherly Love portée par Keke Palmer. Elle joue également dans le thriller afro-américain The Man in 3B, dont elle est l'une des vedettes. À la télévision, elle joue sous la direction d'Angela Bassett pour le téléfilm controversé Whitney Houston : Destin brisé avec Yaya DaCosta et elle apparaît dans un épisode de la série Real Husbands of Hollywood.  
Participant à des projets plus exposés sur le petit écran, elle s'y concentre donc les deux années qui suivent : Elle apparaît dans une poignée d'épisodes de séries installées comme Code Black et Twin Peaks. Parallèlement, sortent des longs métrages dans lesquelles elle n'a que de petits rôles comme le salué Burning Sands et le drame True to the Game avec Columbus Short.  

#### Black Lightninget révélation

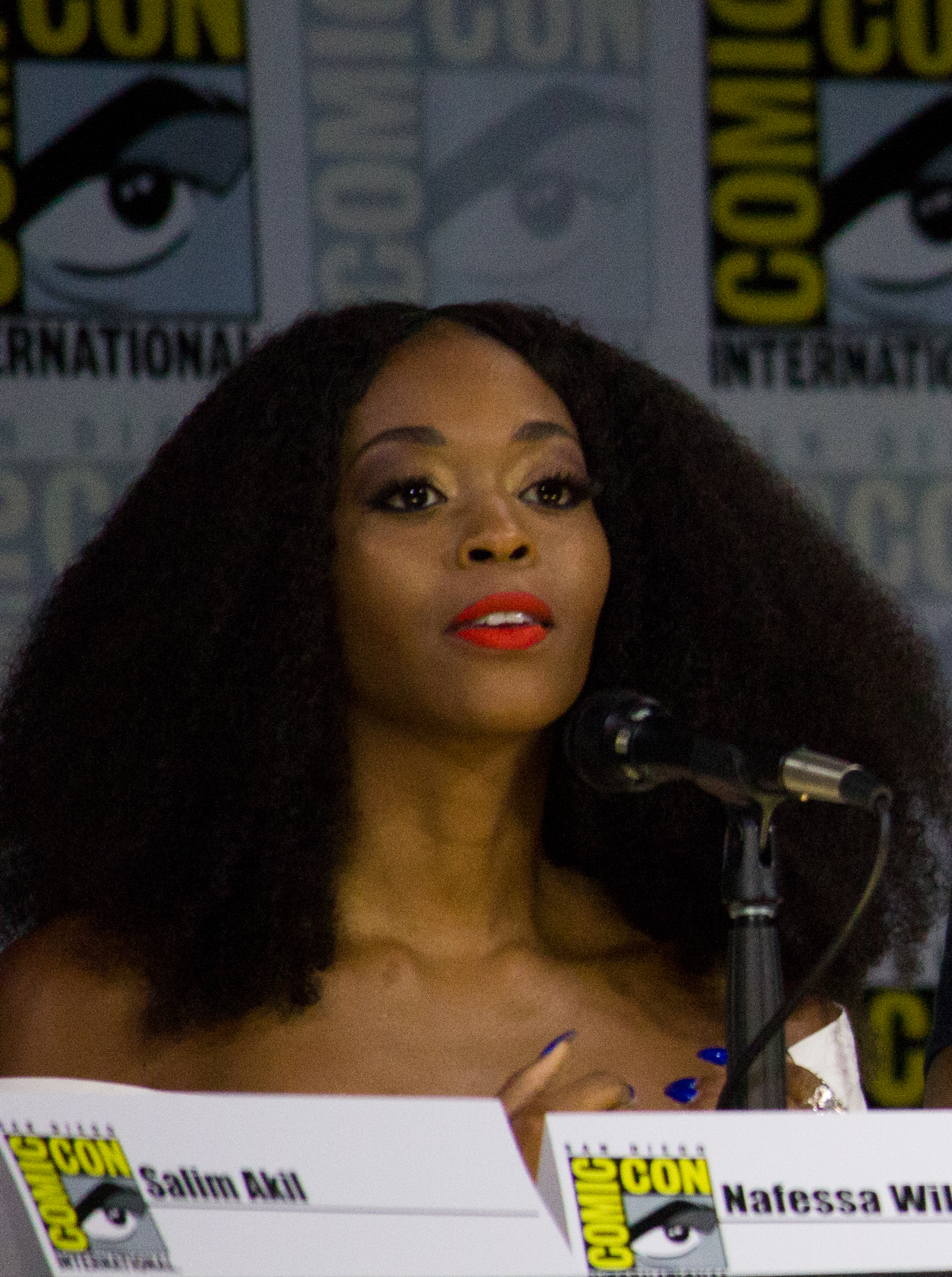
Nafessa Williams, au Comic-Con 2017, pour la présentation de la série télévisée Black Lightning.

Elle finit par décrocher le rôle qui la fait connaître grâce à la série télévisée fantastique Black Lightning,. Cette série est basée sur le personnage de DC ComicsBlack Lightning / Jefferson Pierce, un super-héros créé par Tony Isabella et Trevor Von Eeden.
Nafessa incarne le personnage d'Anissa Pierce / Thunder, une méta humaine dans l'univers DC, capable d'augmenter sa force physique et d'être insensible à l'épreuve des balles,. Son personnage est alors considéré comme la première femme noire super-héros ouvertement homosexuelle.  
En 2018, elle est proposée pour le Teen Choice Awards de la révélation télévisuelle de l’année. L'année suivante, l'actrice rejoint le casting d'un thriller produit par Sony Pictures Entertainment et porté par Naomie Harris, Black And Blue avec Mike Colter, révélé par Luke Cage,.

## Filmographie

### Cinéma

#### Courts métrages
- 2016 : Asterisk de Mike Sellari : Angela

#### Longs métrages
- 2011 : Streets de Jamal Hill : Nicole Gordon
- 2014 : The Dirty 30 de Rhyan LaMarr : Samantha Kimm
- 2015 : Brotherly Love de Jamal Hill : Simone
- 2015 : The Man in 3B de Trey Haley : Krystal
- 2016 : Restored Me de Rhyan LaMarr : Monica Berry
- 2017 : Burning Sands de Gerard McMurray : Toya
- 2017 : True to the Game de Preston A. Whitmore II : Sahirah
- 2019 : Black and Blue de Deon Taylor : Missy
- 2022 : I Wanna Dance with Somebody de Kasi Lemmons : Robyn Crawford

### Télévision

#### Séries télévisées
- 2011 : On ne vit qu'une fois : Deanna Forbes (rôle récurrent - 33 épisodes)
- 2012 : Amour, Gloire et Beauté : Margo Ivey (2 épisodes)
- 2014 : Survivor's Remorse : Adina Parker (1 épisode)
- 2015 : Real Husbands of Hollywood : Eboni (1 épisode)
- 2016 : Code Black : Dr. Charlotte Piel (4 épisodes)
- 2017 : Twin Peaks : Jade (saison 3, 3 épisodes)
- 2017 : Tales : Jenny (1 épisode)
- 2017-2021 : Black Lightning : Anissa Pierce / Thunder
- 2024 : Rivals : Cameron Cook

#### Téléfilms
- 2015 : Whitney Houston : Destin brisé d'Angela Bassett : Kim

### Jeux vidéo
- 2016 :  NBA 2K17 : Tiffany Rasberry (voix)

## Distinctions
Sauf indication contraire ou complémentaire, les informations mentionnées dans cette section proviennent de la base de données IMDb.

### Nominations
- 20e cérémonie des Teen Choice Awards 2018 : révélation télévisuelle de l'année pour Black Lightning